# La costola di Adamo
La costola di Adamo (Adam's Rib) è un film del 1949 diretto da George Cukor.

## Analisi
Il film è interpretato dalla coppia Katharine Hepburn - Spencer Tracy, qui nelle vesti di marito e moglie, innamoratissimi nella vita privata, ma avversari sul lavoro, in tribunale, dove lei è avvocato e lui vice procuratore distrettuale. Sia il caso giudiziario che le conseguenze che lo stesso comporta nel rapporto di coppia tra i protagonisti, offrono lo spunto per una serie di riflessioni riguardanti il femminismo.

## Riconoscimenti
Nel 1992 è stato scelto per la conservazione nel National Film Registry della Biblioteca del Congresso degli Stati Uniti.

## Trama

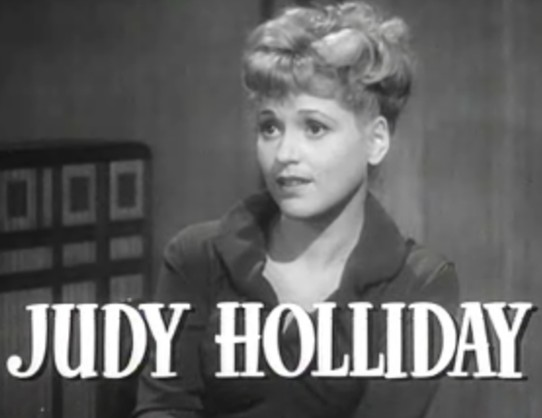
Judy Holliday

A New York Doris Attinger, una casalinga madre di 3 figli esasperata dai tradimenti del marito Warren, comprata una pistola, lo pedina fino a casa dell'amante, per poi sparargli ripetutamente. Solo l'inesperienza con le armi impedisce alla donna di uccidere il fedifrago, che se la cava con ferite guaribili. In tribunale il caso è affidato al vice-procuratore distrettuale Adam Bonner (Adamo nel doppiaggio italiano). Sua moglie, l'avvocato Amanda Bonner, paladina femminista, decide di assumere quindi la difficile difesa della signora Attinger, oggettivamente una causa disperata, andando a trovarla in carcere. Adamo cerca di dissuaderla, ma Amanda è irremovibile. Contrariato dal dover fronteggiare la moglie in aula, la mette in guardia: sapendola molto determinata e agguerrita prefigura il risvolto turbolento sulla loro vita privata. Il caso calamita l'attenzione della stampa e del pubblico. Amanda si diverte nello stuzzicare il marito che, come la maggior parte degli uomini dell'epoca, non riconosce la parità di diritti fra i due sessi. Giunti in aula, gli accesi scontri portano inevitabilmente dei riflessi negativi nella vita privata dei coniugi Bonner. Amanda vuole dimostrare che la sua cliente era stata trascurata e maltrattata dal marito, che non voleva ucciderlo, ma solo proteggere la sua famiglia. Dopo alcune trovate che mettono anche un po' in ridicolo il marito, Adamo rompe con la moglie, contestandole di "giocare con la legge". Amanda sfodera un'arringa finale nella quale invita i giurati ad immaginare come avrebbero giudicato una situazione che invertisse i sessi dei soggetti coinvolti, cioè ipotizzando il caso di un marito che, furibondo per i tradimenti della moglie, arrivi fin quasi ad ucciderla per salvare il matrimonio. La Attinger viene inaspettatamente assolta dalla giuria. Adamo, sconfitto e furioso, irrompe quella sera stessa nell'appartamento del vicino, un assiduo spasimante di Amanda, che ora stringe sua moglie tra le braccia, minacciando entrambi con una pistola. Lei è spaventata, cerca di spiegargli l'equivoco della messinscena, gli dice di non avere il diritto di farsi giustizia da solo, perché nessuno ha diritto di trasgredire alla legge. Adamo si dice soddisfatto e addenta la pistola che è in realtà un dolce di liquirizia, usata solo per provocare la moglie a pronunciare quella frase che per lui vale come una rivincita dopo l'onta della sconfitta giudiziaria, e una sconfessione della tesi abilmente sostenuta dalla moglie. Ora è Amanda a sentirsi umiliata: i due, prossimi al divorzio, si incontrano da un contabile per la dichiarazione delle tasse. Quando si apre il capitolo della loro casa in campagna, il loro nido d'amore costruito col tempo pagando un'ipoteca, Adamo inscena commozione piangendo. La moglie, intenerita, lo abbraccia, abbandonano il contabile riunendosi. Raggiunta la casa in campagna, Adamo annuncia che il partito Repubblicano lo candiderà per la carica di Giudice capo della Contea. Amanda, sempre in vena di provocazioni, gli chiede se il partito Democratico abbia già scelto un candidato. Il marito le risponde dicendo che non sarebbe capace di sfidarlo nuovamente e le svela di aver pianto apposta per riaverla a casa. Amanda allora gli dice che questo dimostra la sua tesi: la medesima capacità di uomini e donne di mentire, concedendo che esista una "piccola differenza". Adamo allora esulta citando in francese Vive la difference!

## Produzione
La storia trae spunto da una coppia realmente esistita, i coniugi William e Dorothy Whitney, entrambi avvocati, che divorziarono per unirsi ai rispettivi clienti in un caso che li vedeva contrapposti.

### Cast
Si tratta del sesto film con protagonista la coppia Katharine Hepburn - Spencer Tracy, all'epoca insieme anche nella vita privata.

### Riprese
Il film, ambientato a New York, fu girato quasi interamente nei teatri di posa della MGM a Culver City in California.

## In TV
Il film generò una serie televisiva, La costola di Adamo, trasmessa sulla ABC nel 1973.